# Binyrebark
Binyrebarken er beliggende langs omkredsen af binyrerne. Binyrebarkens funktion er at producere stresshormonerne mineralokortikoid, glukokortikoid, aldosteron og kortisol. Binyrebarken har en sekundærfunktion i androgensyntese. De seneste undersøgelser viser, at adrenokortikale celler under patologiske og fysiologiske betingelser viser neuroendokrine egenskaber. Inden for de normale binyrer synes at være begrænset til celler i zona glomerulosa og kan være vigtig for en autokrin regulering af adrenokortikal funktion. 
Binyrebarken består af tre hovedzoner eller lag, der reguleres af forskellige hormoner som nævnt nedenfor. Denne anatomiske zonering kan forstås på det mikroskopiske niveau, hvor hver zone kan genkendes og skelnes fra hinanden baseret på strukturelle og anatomiske egenskaber. Disse hovedzoner er Zona glomerulosa, Zona fasciculata og Zona reticularis. 